# Lindomar Ferreira de Oliveira
Lindomar Ferreira de Oliveira (* 20. November 1977) ist ein ehemaliger brasilianischer Fußballspieler.

## Karriere
Lindomar spielte in seiner brasilianischen Heimat für den América FC (SP) und São José EC. 2001 unterschrieb er einen Vertrag beim japanischen Zweitligisten Albirex Niigata. Für Niigata bestritt er drei Zweitligaspiele.